# Catocala manitoba
Catocala manitoba är en fjärilsart som beskrevs av William Beutenmüller 1908. Catocala manitoba ingår i släktet Catocala och familjen nattflyn. Inga underarter finns listade i Catalogue of Life.